# ウラジーミル・ノロフ

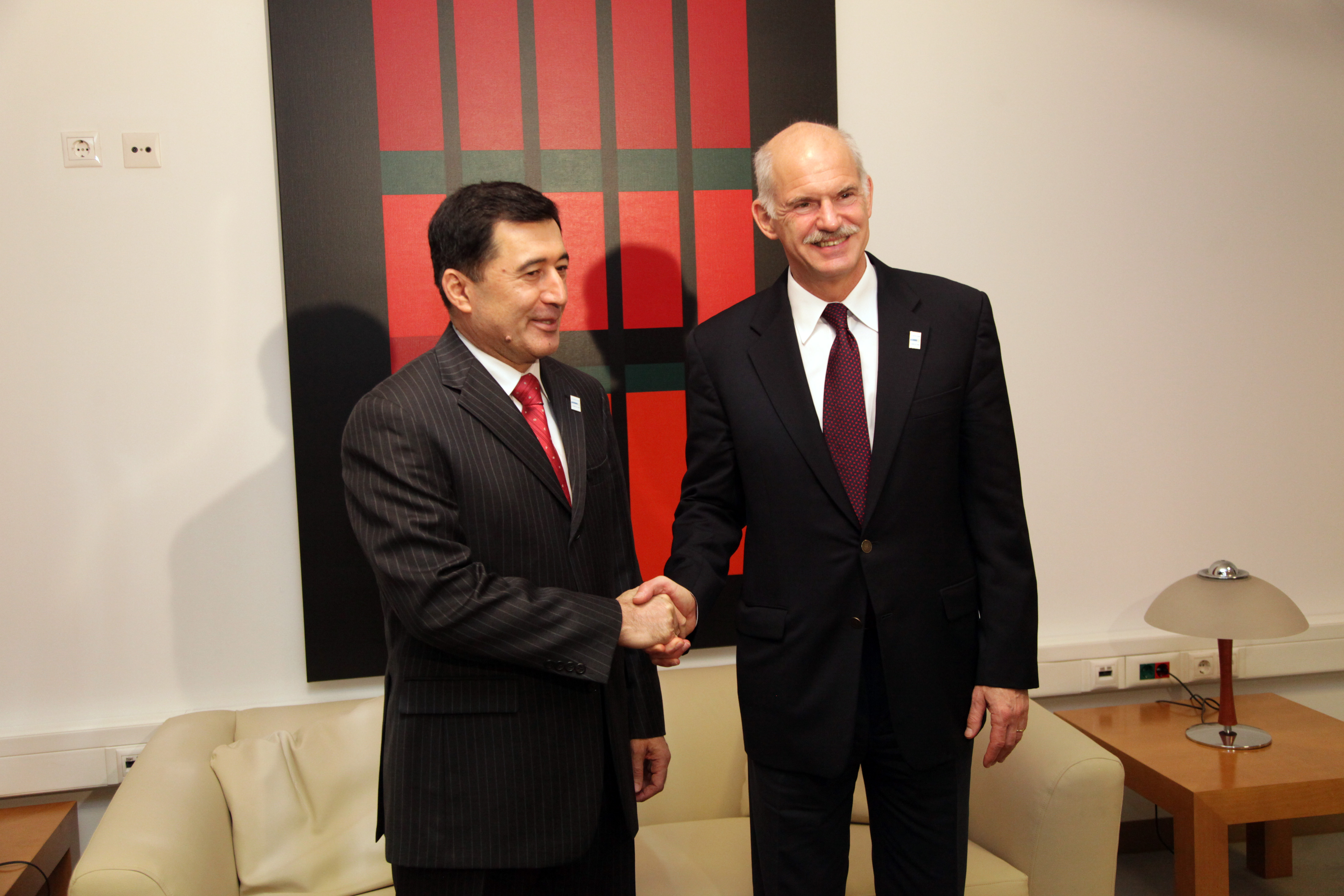
ギリシア外相ゲオルギオス・アンドレアス・パパンドレウ（右）と会談した際の写真（2009年）

ウラジーミル・ノロフ（Vladimir Imanovich Norov / Владимир Имамович Норов、1955年8月31日 - ）は、ウズベキスタンの政治家、内務官僚、外交官。現在、中央アジア国際研究所(MICA)所長。同国外務大臣（2度）、上海協力機構事務総長（2019年1月-2021年12月）などを歴任した。

## 経歴
ブハラ州出身。1976年、ブハラ国立教育大学を卒業。
- 1978年～1982年 - ブハラ州執行委員会内務局刑事捜索監察官
- 1982年～1983年 - ブハラ市テクスチリシク地区内務課刑事捜索課長
- 1983年～1985年 - ソ連内務省アカデミーの聴講生
- 1985年～1988年 - ブハラ州内務局監察課副課長
- 1988年～1990年 - ソ連内務省アカデミー大学院生
- 1990年～1992年 - ブハラ州内務局刑事捜索局長
- 1992年～1995年 - 大統領府行政・法務問題担当専門官、顧問
- 1995年～1996年 - 内務次官、内務第一次官
- 1996年～1998年 - 大統領国家顧問
- 1998年～2003年 - 駐独非常全権大使
- 2003年～2004年12月29日 - 外務第一次官
- 2004年12月29日 - 駐ベルギー非常全権大使
- 2006年～2010年 - 外務大臣（1回目）
- 2022年9月～12月 - 外務大臣（2回目）
- 2022年12月30日～ - 中央アジア国際研究所(MICA)所長

2022年2月に開始されたロシアによるウクライナ侵攻に関連し、当時外務大臣だったアブドゥルアズィーズ・カミロフがウクライナ東部ドンバス地域のロシアによる支配を認めていないと発言し、直後に病気療養として表舞台から姿を消し数週間後には辞任を表明。4月よりノロフが外務大臣代行を務め、同年9月9日には正式に外務大臣に任命され2回目の就任となった。しかい同年12月30日には中央アジア国際研究所(MICA)所長に任命され、外相は退いた。

## パーソナル
妻帯、3児を有する。法学科学準博士。